# Шлайд (Рён)
Шлайд (нем. Schleid) — община в Германии, в земле Тюрингия.
Входит в состав района Вартбург. Население составляет 1064 человека (на 31 декабря 2010 года). Занимает площадь 30,39 км².
Коммуна подразделяется на 4 сельских округа.